# Masoom
Masoom (tzn. Niewinny) – bollywoodzki dramat rodzinny z 1983 roku, debiut Shekhar Kapura. W rolach głównych nagrodzony za swoją kreację Naseeruddin Shah, Shabana Azmi, Supriya Pathak i Saeed Jaffrey. Dzieci odtwarzają Jugal Hansraj i Urmila Matondkar. Muzykę (nagrodzoną) stworzył Rahul Dev Burman, autor muzyki do 1942: a Love Story. Film nawiązuje do książki Ericha Segala Kobieta, mężczyzna, dziecko. Tematem filmu są relacje w małżeństwie i w rodzinie, zdrada, pytanie o przebaczenie. Film pokazuje sytuację, gdy nawet w relacji bez uczuć jedność ciał może zrodzić silną przemieniającą życie więź rodzicielstwa. Jednym z bohaterów filmu jest niechciany, stęskniony za miłością ojca chłopiec. Bohaterowie tego filmu kochają się, ranią siebie, szukają pojednania.

## Fabuła
Delhi. Indu (Shabana Azmi) i DK Malhotra (Naseeruddin Shah) to szczęśliwe małżeństwo cieszące się sobą i miłością do dwóch córek Mini i Pinky (Urmila Matondkar). Ich związek zbudowany jest na wzajemnym zaufaniu, szacunku i okazywanej sobie czułości. Pewnego dnia jednak Indu ma okazję zwątpić we wszystko, co ją łączy z mężem. W ich życiu pojawia się 11-letni Rahul (Jugal Hansraj), owoc zapomnienia, jakiemu jej mąż uległ podczas spotkania w Nainital na zjeździe absolwentów szkoły. Matce Rahula, Bhawnai jedna noc z żonatym DK przemieniła całe życie. Uszczęśliwiła ją synem. Bhawnai milczała latami nie chcąc, aby zdrada DK zniszczyła jego małżeństwo. Jednak zbliżająca się śmierć kazała jej w DK szukać opiekuna dla osieroconego Rahula. Wstrząśnięty tym DK przywozi chłopca z Uttarakhand spod Himalajów do Delhi. Do domu.

## Nagrody
- Nagroda Filmfare dla Najlepszego Aktora - Naseeruddin Shah
- Nagroda Filmfare za Najlepszą Muzykę - Rahul Dev Burman
- Nagroda Filmfare za Najlepsze Teksty Piosenek - Gulzar
- Nagroda Filmfare za Najlepszy Playback Kobiecy - Aarti Mukherji
- Nagroda Krytyków Filmfare dla Najlepszego Filmu - Shekhar Kapur

## Obsada
- Naseeruddin Shah – D.K. Malhotra (DK)
- Shabana Azmi – Indu D. Malhotra
- Tanuja – Chanda
- Jugal Hansraj – Rahul D. Malhotra
- Aradhana – Minni D. Malhotra
- Saeed Jaffrey – Suri
- Urmila Matondkar – Pinky D. Malhotra
- Supriya Pathak – Bhavana

## Muzyka i piosenki
Muzykę  do filmu skomponował Rahul Dev Burman, nagrodzony za  1942: A Love Story, Masoom, Sanam Teri Kasam. Twórca muzyki m.in. do takich filmów jak Parinda, Alibaba Aur 40 Chor, Shakti, Deewaar, Caravan, czy Sholay  i Seeta Aur Geeta.
- Tujhse Naraz Nahin Zindagi (Female)
- Huzur Is Kadar
- Lakdi Ki Kathi
- Do Naina Aur Ek Kahani
- Tujhse Naraz Nahin Zindagi (Male)
- Desh Ka Pyaara Sab Ka Sahara
- Yeh Haath Hi Apni Daulat Hai
- Nani Teri Morni Ko